# نبال (اسم)
نبال هو اسم علم مذكر من أصل عربي، ومعناه هو جمع نبيل وهو الشريف، والنبل الذكاء النجابة الفضل، وهو جمع نبل وهو الرمح.

## شخصيات تحمل الاسم
- نبال الجزائري (18 يونيو 1967 – )
- نبال ثوابتة (القرن 20 – )
- نبال يموت (1993 – )

## وصلات خارجية
- موسوعة السلطان قابوس لأسماء العرب